# سان جونيبيرو (المرآة السوداء)
سان جونيبيرو (بالإنجليزية: San Junipero) هي الحلقة الرابعة في الموسم الثالث من مسلسل الأنثولوجيا والخيال العلمي البريطاني المرآة السوداء. كتبها مؤلف المسلسل تشارلي بروكر وأخرجها أوين هاريس، وتم عرضها لأول مرة على نتفلكس في 21 أكتوبر 2016، مع بقية الموسم الثالث.
تدور أحداث الحلقة في بلدة منتجع شاطئية تسمى سان جونيبيرو، حيث تلتقي يوركي وهي فتاة خجولة (ماكنزي ديفيس) مع كيلي الفتاة الأكثر انفتاحا (غوغو امباثا-راو). المدينة جزء من محاكاة للواقع يمكن للمسنين أن يسكنوا فيها، حتى بعد الموت. كانت «سان جونيبيرو» الحلقة الأولى التي كتبت للموسم الثالث من مسلسل المرآة السوداء. استندت المسودات الأولية إلى العلاج بالحنين إلى الماضي وتم تصميمها كقطعة من فترة الثمانينيات، تتميز بزوجين مغايرين ونهاية غير سعيدة. تم التصوير في لندن وكيب تاون عبر بضعة أسابيع. تتشابك الموسيقى التصويرية مع أغاني الثمانينيات مع تسجيل أصلي للمغني كلينت مانسيل.
تلقت الحلقة إشادة من النقاد، مع إشادة خاصة بأداء امباثا-راو وديفيس، وتطور الحبكة، وأسلوبها المرئي، ونغمتها الإيجابية (غير المعتادة في المسلسل). وتلقت تصنيفات أعلى أهمية من حلقات أخرى في المسلسل، واعتبرها بعض النقاد واحدة من أفضل الحلقات التلفزيونية لعام 2016. وبالإضافة إلى العديد من الجوائز الأخرى، فازت «سان جونيبيرو» بجائزتين اثنتين من جوائز إيمي لأفضل فيلم تلفزيوني ولأفضل كتابة لسلسلة محدودة أو فيلم تلفزيوني.

## القصة
في عام 1987، قامت يوركي وهي شابة خجولة (ماكنزي ديفيس)، بزيارة ملهى تاكر الليلي في سان جونيبيرو. ترفض كيلي (غوغو امباثا-راو)، وهي فتاة أكثر انفتاحا، تقدم ويس (غافين ستينهاوس) للتحدث إلى يوركي. ترقص كيلي ويوركي، لكن تصبح يوركي غير مرتاحة وتخرج من الملهى الليلي. تلحق كيلي على يوركي وتحاول التقدم لها جنسيا. الامر الذي ترفضه وتقول إنها مخطوبة. في الأسبوع التالي، تعود يوركي إلى الملهى الليلي وتلاحظ كيلي تمازح رجلا آخر. تجتمع يوركي وكيلي في الحمام وينتهي بهما الأمر بممارسة الجنس في منزل كيلي الشاطئي. تعترف يوركي بأنها كانت المرة الأولى التي تمارس فيها الجنس، وتكشف كيلي أنها كانت متزوجة من قبل.
في الأسبوع التالي، زارت يوركي ملهى ليلي آخر، «كواغماير»، بحثًا عن كيلي. ينصحها ويس «بتجربة وقت مختلف». تزور يوركي تاكر في بضعة عقود مختلفة حتى وجدت كيلي في عام 2002، لكن كيلي ترفضها. بعد مغادرة يوركي، تتبع كيلي وتعترف بأنها تحتضر؛ تجنبت كيلي يوركي لأنها كانت تخشى تطوير مشاعر الحب تجاههل. مارست الاثنتان الجنس مرة أخرى، وأخبرت يوركي كيلي على مضض أنها تعيش في سانتا روزا، كاليفورنيا، حتى يتمكنا من الالتقاء.
تم الكشف عن سان جونيبيرو على أنها محاكاة للواقع حيث يمكن للمتوفى أن يعيش ويمكن للمسنين زيارته، وكلهم يسكنون أجسادهم الأصغر في الوقت الذي يختارونه. في العالم المادي، تزور كيلي المسنة (دينيس بورس) يوركي (أنابيل ديفيس). وتعلم من ممرضة يوركي، غريغ (ريموند ماكنالي)، أن يوركي أصيبت بالشلل في سن 21 بعد تحطم سيارتها عندما كان رد فعل والديها سلبيا تجاه إفصاحها عن توجهها الجنسي المثلي. ترغب يوركي في الموت الرحيم للعيش في سان جونيبيرو بشكل دائم، لكن عائلتها تعترض؛ وتنوي الزواج من غريغ حتى يتمكن من الموافقة عليها. عرضت كيلي الزواج من يوركي بدلاً من ذلك، وبعد أن قبلت بحماس، سمحت كيلي بالقتل الرحيم ل«يوركي».
خلال زيارة كيلي التالية إلى سان جونيبيرو، طلبت يوركي منها البقاء بدوام كامل. تقول كيلي إنها تخطط للموت دون تحميلها على المحاكاة. اختار زوجها نفس المصير لأن ابنتهما ماتت قبل وجود سان جونيبيرو. يتجادل يوركي وكيلي، وتغادر كيلي في سيارتها، التي تصطدم بها عمدًا. تلاحقها يوركي في نفس الوقت عندما تختفي كيلي، وقد انتهى وقت زيارتها طوال الأسبوع.
مر الوقت، وقررت كيلي أنها مستعدة لدخول سان جونيبيرو بشكل دائم. ماتت بالموت الرحيم وتم دفنها إلى جانب عائلتها، وتم لم شملها بسعادة مع يوركي في سان جونيبيرو.

## الإنتاج
"سان جونيبيرو" هي الحلقة الرابعة من الموسم الثالث من المرآة السوداء؛ تم إصدار جميع الحلقات الست في هذا الموسم في وقت واحد على نتفلكس في 21 أكتوبر 2016. بينما تم عرض المسلسل الأول والثاني من المسلسل على القناة الرابعة البريطانية في المملكة المتحدة، كلفت نتفلكس بإنتاج 12 حلقة للمسلسل (مقسمة إلى موسمين من ست حلقات) في سبتمبر 2015 بقيمة 40 مليون دولار، وفي مارس 2016، قامت نتفلكس بمزايدة على القناة الرابعة البريطانية للحصول على الحق في توزيع الموسم الثالثة في المملكة المتحدة. نظرًا لانتقاله إلى نتفلكس، كان للعرض ميزانية أكبر من المواسم السابقة، وطلب عدد حلقات أكبر مما سمح للبرنامج بتغيير نوعه ونغمته أكثر من المسلسل السابق. إلى جانب حلقة "انحدار، تم عرض "سان جونيبيرو" لأول مرة في عام 2016 قبل إطلاقه على نتفلكس في مهرجان تورونتو السينمائي الدولي.

### المفهوم والكتابة
كانت حلقة «سان جونيبيرو» أول نص تم إنتاجه للموسم الثالث، وكتبه تشارلي بروكر باعتباره «قرارًا واعيًا بتغيير المسلسل». كان العرض يركز سابقًا على الآثار السلبية للتكنولوجيا. كانت هذه الحلقة بمثابة دليل على إمكانية رفع المستوى السوداوي لحلقات «المرآة السوداء».
تصور بروكر في البداية حلقة يتم فيها استخدام التكنولوجيا للتحقق مما إذا كانت الحياة الآخرة موجودة، بالتفكير في أنواع الرعب والخيال الخارق للطبيعة. استوحى فيما بعد من العلاج بالحنين لكبار السن. شعر بروكر والمنتجة المنفذة أنابيل جونز أن مفهومهم للوعي الافتراضي، الذي نشأ في حلقة «عيد الميلاد الأبيض»، لديه إمكانات أكبر. أحد المفاهيم الأصلية لبروكر كان مبنيًا على حلقة سأعود حالا، حيث يتم تحميل شخصيات المتوفين في كيانات اصطناعية في حديقة ترفيهية يمكن للأقارب زيارتها. تم إلغاء هذه الفكرة مع بث  وست وورلد على قناة إتش بي أو في عام 2016، حيث يزور البشر متنزهًا تسكنه مجموعة من الأندرويد. ثم تذكر الفكرة من سلسلة «الأشخاص الصغار» ل بي بي سي التي عرضت في عام 2010، والتي يعيش فيها المشاهير كبار في السن في منزل زينت في الأزياء من عقد 1970 وتجد نفسها في استرجاع جزء من شبابها. وبعد أن فكر مرارا وتكرارا من كتابة حلقة «في الماضي»، كتب بروكر «سان جونيبيرو» كحلقة دراما تاريخية.

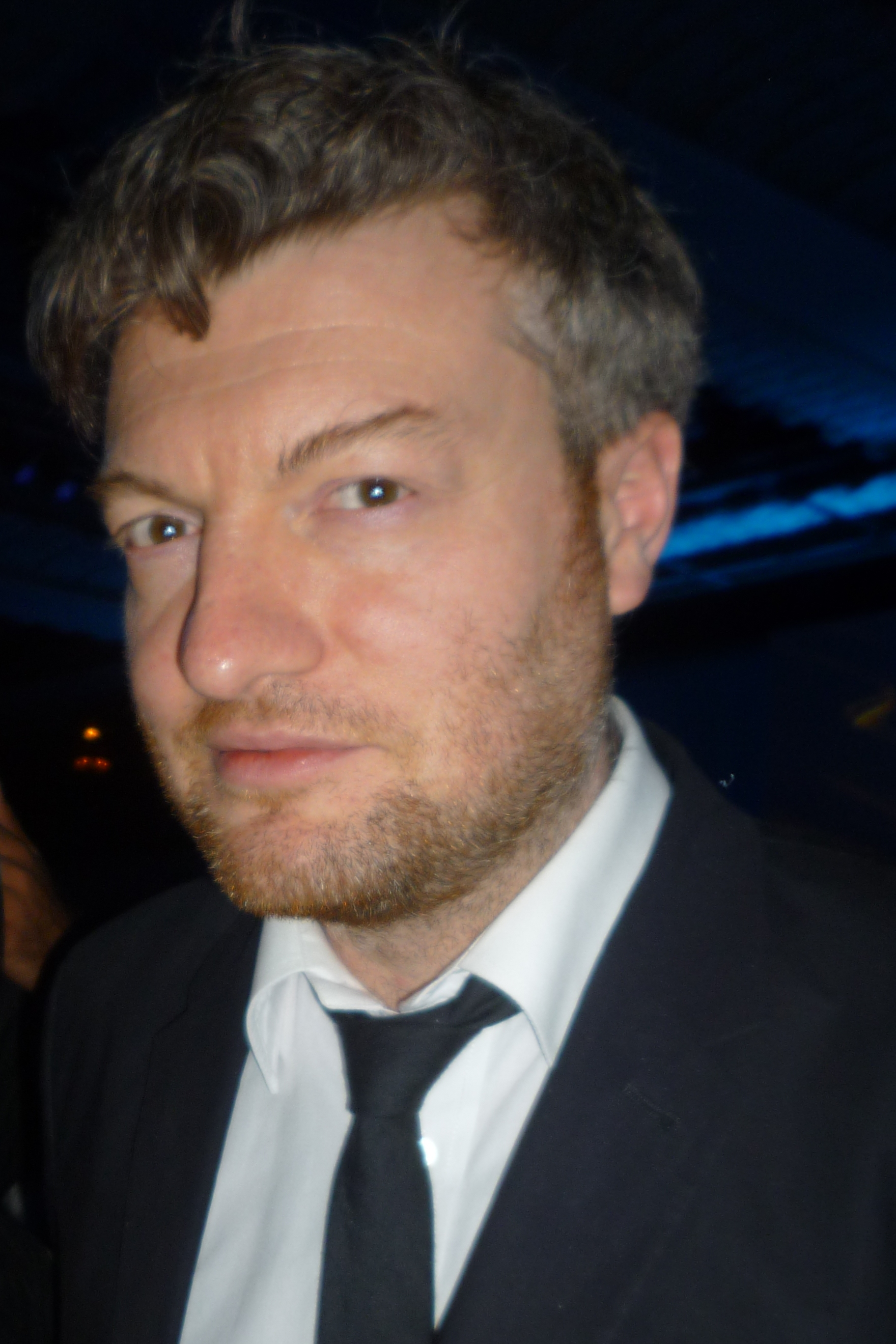
كتب مبتكر المسلسل شارلي بروكر سيناريو حلقة "سان جونيبيرو".

قال بروكر أنه كتب سيناريو الحلقة في أربعة أيام. في المسودة الأولية، كانت قصة الحب تدور حول بزوجين مغايرين، لكن بروكر غيرها لإعطاء الحلقة صدى إضافيًا، حيث لم يكن زواج المثليين قانونيًا في عام 1987. وقال إن الحبكة الملتوية يجعل عملية الكتابة أسهل، لأنه «عندما تعلم أن 85% مما يحدث لا يمكنك الكشف عنه حتى وقت لاح، فإنه في الواقع يضيق نوعًا ما من خياراتك بطريقة مفيدة». احتوت إحدى مسودات الحلقة على مشهد تزور فيه كيلي روضة أطفال في سان جونيبيرو، مليئة بالأطفال الذين لقوا حتفهم، ولكن تمت إزالته لأنه «كان محزنًا للغاية ومؤثرًا للغاية من ملاحظة لم يتم التطرق إليها في تلك القصة». لاحظ أحد المراجعين أن جميع الشخصيات في «سان جونيبيرو» أمريكية.
كانت للحلقة في الأصل نهاية غير سعيدة. أخبر بروكر موقع ذا ديلي بيست أنه في مرحلة التحضير، انتهت الحلقة بمشهد التقت فيه كيلي ويوركي في المستشفى، ولكن «عندما جلست لكتابته بالفعل، كنت أستمتع به كثيرًا لدرجة أنني اعتقدت، لا، سأستمر!» لقد تصور الموت الرحيم ليوركي وتوسع في خلفية كيلي الخلفية، وكتب خطابها العاطفي إلى يوركي في جلسة واحدة. جاءت النهاية عندما سمع بروكر أغنية «الجنة مكان على الأرض» من قائمة تشغيل أغاتي أثناء كتابة النص، وأراد ترخيص الأغنية لاستعمالها في الحلقة. بعد الاستماع إلى الأغنية وكلماتها عدة مرات، وصل إلى اللقطة الأخيرة، والتي تظهر مجموعة من خوادم الكمبيوتر بأضواء ساطعة، مما يعطي وزنًا حرفيًا لعنوان الأغنية. كانت فكرة غير مستخدمة للنهاية ستجعل المشاهدين يرون كيلي ويوركي في العديد من العصور المختلفة، مثل عشرينيات القرن الماضي.
بعد إصدار الحلقة، سُئل بروكر عن منشور على موقع ريديت يتكهن بأن كيلي تمت محاكاتها لصالح يوركي، وليس هناك بالفعل؛ أجاب «خطأ! إنهما معًا»، وعلق قائلاً: «لديكم أسعد نهاية يمكن تخيلها. [...] إنها ليست شطيرة كبيرة بألوان قوس قزح، ولكن ما يبدو أنه يحدث هناك.»

### الإعداد والموسيقى
تميزت إعدادات الملهى الليلي بألعاب الآركيد، والتي كان بروكر مهتمًا باختيارها لأنه كان مراهقًا خلال الثمانينيات وعمل كصحفي لألعاب الفيديو. وصف المخرج أوين هاريس الثمانينيات بأنها «كانت فترة في الحياة متفائلة حقًا». اختار عام 1987 «بشكل تعسفي إلى حد ما» وذكر «ملصقات أفلام محددة جدًا» في السيناريو. وضع بروكر قائمة تشغيل للموسيقى من عام 1987 على موقع سبوتيفاي. بعض الأغاني، مثل أغنية «الجنة مكان على الأرض» ل بليندا كارلايل و «الحبيبة في غيبوبة» ل ذا سميثز، تشير إلى الحبكة الملتوية في الحلقة. كما تفعل ألعاب الأركيد «تايم كرايسز» و «ذي هاوس ايز ديد». تم منح الرخصة لكل أغنية لمدة 15 عامًا تقريبًا لنتفلكس. وتم منحها كلها بنجاح باستثناء أغنية للمغني برنس.
يتم تشغيل «الجنة مكان على الأرض» في بداية الحلقة وفي شارة النهاية. سمعها بروكر لأول مرة أثناء الجري، واعتقد أنها ستكون مثالية للمشهد الأخير، معترفًا في مقابلة أنه كان سيكون «قلقا تمامًا» إذا لم يتمكنوا من استخدامها. ظهرت أغنية «الحبيبة في غيبوبة» في الحلقة «لمدة خمس ثوانٍ تقريبًا»، لكنها تكلف «مبلغًا هائلاً من المال»، كما قال بروكر. قال جونز إن تضمين الأغنية «كان ممتعًا ولكن في نفس الوقت، كان من المهم جدًا أننا أنشأنا تلك الحقبة بحيث شعرت أنها مختلفة». اختار هاريس أغنية «إنها الحياة» ل روبي نيفيل، لأنها كانت واحدة من أولى الأغاني الفردية التي اشتراها على الإطلاق.
ظهرت الحلقة أيضًا على الموسيقى الأصلية لكلينت مانسيل. اقترب هاريس من مانسيل، واستندت الموسيقى إلى الأغاني المختارة سابقًا، بما في ذلك «الجنة مكان على الأرض». وقال إن نتيجة «الهدوء الإلكتروني» تأثرت بأفلام جون هيوز ووفاة صديقته قبل عام. في ديسمبر 2016، أصدرت شركة ليكشور إنترتينمنت الموسيقى الأصلية الخاصة بالتنزيل والتحميل.

### الممثلون والتصوير
كانت غوغو امباثا-راو، التي تلعب دور كيلي، قد سمعت عن المسلسل لكنها لم تشاهده عندما تلقت النص، رغم أنها شاهدت حلقى المسلسل من الموسم الثاني بعنوان «سأعود بعد قليل» قبل التصوير. قرأت امباثا-راو النص بأكمله بمجرد استلامه، في رحلة بالحافلة من أكسفورد سيركس إلى بريكستون. شاهدت ماكنزي ديفيس، التي تلعب دور يوركي، المسلسل لأول مرة مع صديق قام بقرصنة المسلسل. وشاهدا حلقة «النشيد الوطني». تلعب دينيس بورس دور كيلي الأكبر في العالم الحقيقي، حيث تم إهمال استخدام الأطراف الصناعية في امباثا-راو بسرعة. لعبت أنابيل ديفيس في دور يوركي الأكبر سنا.
كان مخرج الحلقة أوين هاريس، الذي أخرج سابقًا سأعود حالا - وهي حلقة وصفها بأنها «مشابهة بشكل غريب» لهذه الحلقة لأن كلاهما «تقودهما العلاقة». عمل جويل كولينز كمصمم إنتاج. تم اعتبار أفلام المراهقين «جميلة باللون الوردي» و «إجازة فيريس بيولر» عام 1986 بمثابة مصدر إلهام لترسيخ الجمهور في «مكان يعرفونه». تم تصوير الحلقة في 15 يومًا على مدى ثلاثة أسابيع، مع تقسيم التصوير بالتساوي بين لندن لمعظم اللقطات الداخلية، وكيب تاون، جنوب إفريقيا لمعظم المشاهد الخارجية. ولم يصوروا في الولايات المتحدة كإجراء لخفض التكاليف. قالت امباثا-راو إنه لم يكن هناك سوى القليل من الوقت للتمرن، ولم يكن لديها فرصة لمقابلة ديفيس قبل التصوير. واستلهم زي كيلي من المشاهير من عقد 1980 مثل جانيت جاكسون وويتني هيوستن، في حين زي يوركي «يبدو وكأن أمها وضعت بها على سريرها»، وفقا لديفيس. ثيابها ثابتة طوال الحلقة لتخريب مجاز «المهوس المتحول» في الخيال، مما يسمح لها أيضًا بأن يكون التغيير داخليًا وليس خارجيًا.
كان اليوم الأول للتصوير في لندن من أجل ملهى غاوكماير الليلي، وقد تم تصويره في مكان في ملهى إلكترويركز الليلي في إيسلينغتون. بالنسبة لملهى تاكر الليلي، تم صنع نموذج ثلاثي الأبعاد، والذي شاهده بروكر وهاريس باستخدام سماعة الرأس الواقع الافتراضي. عملت امباتا-راو وديفيز مع مصمم رقص ورقصوا على أنغام أغنية "مالذي فعلته من أجلي مؤخرا" ل جانيت جاكسون "، على الرغم من استخدام أغنية "مزيف" ل ألكسندر أونيل في التعديل النهائي. يتميز مشهد الزقاق بالمطر، الذي أصر هاريس على تضمينه على الرغم من احتجاجات بروكر بأن العالم المحاكي لا يمطر. قال هاريس إن كيب تاون "تتمتع بهذه الأماكن الجميلة والثرية حقًا" التي سمحت له بصياغة نسخة "معززة قليلاً" من كاليفورنيا. وأشار إلى أنه أثناء تصوير حجة كيلي ويوركي على الشاطئ، "تدفق ضباب لا يصدق من المحيط"، مما تسبب في صعوبات ولكنه أدى إلى "نسيج جميل حقًا". قالت امباثا-راو إن كل مشهد تقريبًا تم تصويره في الليل أو الغسق، لا سيما المشاهد الخارجية.

## التحرير
تحتوي الحلقة على تلميحات تؤدي إلى الكشف عن الحبكة الملتوية. على سبيل المثال، اختيار أغنية "الحبيبة في غيبوبة"، واستخدام ألعاب الأركيد تايم كراسز" و "ذي هاوس اوف ذي ذي ديد" يلمح إلى الحقيقة الحقيقية للحلقة. بشكل أكثر علانية، تتفاعل يوركي بشكل عميق مع رؤية حادث سيارة في لعبة أركيد، وهو عنصر تفاجأ بروكر ولم يلتقطه المشاهدون في وقت سابق. من العوامل التي تم أخذها في الاعتبار أثناء عملية التحرير مدى وضوح التلميحات. قالت أنابيل جونز إنه "قد تكون هناك دلالات بصرية تعتقد أنها ستعمل ثم لا تعمل، لذلك تحتاج إلى مزيد من العرض في التعديل". تم إجراء تعديلات أيضًا باستخدام تقنيات تصميم الصوت مثل المؤثرات الصوتية.

## التسويق
تم الإعلان عن عناوين الحلقات الست التي تشكل الموسم الثالث 3 في يوليو 2016، إلى جانب تاريخ الإصدار. تم إصدار مقطع دعائي للموسم الثالث، يضم مزيجًا من مقاطع ومقاطع صوتية من الحلقات الست، بواسطة نتفلكس في 7 أكتوبر 2016. تم إصدار مقطع قصير بعنوان «البرتقالي هو المرآة السوداء الجديدة» بواسطة نتفلكس في 2017، هو تقاطع بين هذه الحلقة ومسلسل البرتقالي هو الأسود الجديد، ويضم شخصيات بوسي وتايستي من مسلسل «البرتقالي هو الأسود الجديد» يتم لم شملهما في سان جونيبيرو.

## التحليلات
وصف المراجعون «سان جونيبيرو» بأنها قصة حب شديدة التفاؤل، متجذرة عاطفيا، وعمل خيال علمي. تظهر أول زوجين مثليين في مسلسل المرآة السوداء. كتبت ريبيكا نيكولسون من الغارديان أنها «تجعلك تؤمن بقوة الحب لمحاربة الألم والوحدة». لاحظ بعض المراجعين أن قصة الحب «تتجاوز الوعي». تحتوي الحلقة أيضًا على عناصر غير سعيدة، وقد أطلق عليها اسم «حلو ومر». تستحضر الحنين إلى ثمانينيات القرن العشرين بموسيقى التصوير وأسلوبها، ويمكن اعتبارها دراما تاريخية. كما أنه يثير تساؤلات حول الموت والآخرة. وصفت المراجعة إيما ديبدن من «إسكواير» الحلقة بأنها «خرافة حديثة».
في وقت صدورها، قيل أن حلقة «سان جونيبيرو» هي الأكثر اختلافًا عن حلقات المرآة السوداء الأخرى نظرًا لطريقتها الأكثر تفاؤلاً. وصف مات إلفرينغ من غيم سبوت الحلقة بأنها الوحيدة التي يوجد «وجود دفء فيها»، ووصفها المراجع مورغان جيفري من ديجيتال سباي ب«معظم متفائلة وإيجابية». يعتقد زاك هاندلين من إيه. في. كلوب أن النغمة الحزينة للحلقات السابقة تزيد من فعالية «سان جونيبيرو»، ويعتقد جاكوب ستولورثي من ذي إندبندنت أنها كانت بالتالي الحلقة الأكثر تفاؤلا في المسلسل. وأشارت الناقدة سونيا ساريا من مجلة فارايتي إلى أن التكنولوجيا تصور على أنها جيدة في «سان جونيبيرو» وهو أمر نادر في المسلسل. لاحظ ديفيد سيمز، المراجع في ذا أتلانتيك، أن الحلقة تتبع الحلقة الأكثر سوادا في الموسم، «اخرس وارقص».

تقدم الحلقة مثالاً على إضاءة مزدوجي التوجه الجنسي، حيث تُستخدم ألوان من علم فخر المزدوجين جنسيا لتمثيل الحياة الجنسية لكيلي ويوركي.

تفسد الحلقة مجازًا شائعًا في التلفزيون بقتل الشخصيات المثلية النسائية: على الرغم من وفاة كيلي ويوركي، إلا أن لهما نهاية سعيدة. اعتبر البعض فوزها بجوائز الإيمي علامة على تحول ثقافي فيما يتعلق بتصوير المثلية الجنسية عند النساء، أو كدليل على مفهوم أن الأعمال التي تتعامل مع شخصيات مجتمع المثليين لا يجب أن تكون مأساوية. كما تم الاستشهاد ب«سان جونيبيرو» كمثال على إضاءة مزدوجي التوجه الجنسي، حيث يمثل اللون الوردي النيون والأزرق الغامق - الألوان الموجودة على علم فخر المزدوجين جنسيا - شخصيات ثنائية الجنس. انتقدت أميليا بيرين من مجلة كوزموبوليتان أن هذا وإعداد الملهى الليلي للحلقة يعززان الصورة النمطية مزدوجي التوجه الجنسي على أنها "مرحلة" أو شيء تجريبي".
تثير الحلقة العديد من الأسئلة الفلسفية، بما في ذلك طبيعة الوعي والخبرة والنتائج المترتبة على وجود محاكاة رقمية، على الرغم من هذه القضايا ليست هي محور الحلقة. تساءل المراجعون عما ستعنيه سان جونيبيرو للمؤمنين بالحياة الآخرة، وماذا سيحدث لسكانها في حالة حدوث أعطال فنية.

## الاستقبال النقدي
وفي وقت صدورها، كانت «سان جونيبيرو» أكثر حلقة المرآة السوداء تحظى بشعبية كبيرة بين محبي البرنامج، الذي يعزى إلى العرض الانفعالية لها من قصة حب مع نهاية سعيدة. وقد لاقت استحسان النقاد، وحصلت على موافقة 92% من 24 ناقدًا على روتن توميتوز، مع متوسط تقييم 8.04/10. يقول إجماع النقاد على الموقع الإلكتروني: "تقدم المرآة السوداء نهاية مبهجة وممتعة بشكل غير معهود في«سان جونيبيرو»، وهي حلقة مشرقة ومدهشة بشكل جميل تستفيد بشكل كبير من أدائها النابض بالحياة."
تم تصنيف الحلقة بخمسة نجوم من أصل خمسة في مجلة «ذا آيرش انديبندنت» وعلامة "A" في إيه. في. كلوب إلى جانب «انحدار»، أعطى بنجامين لي من الغارديان الحلقة أربع نجوم، بينما أعطت ديلي تلغراف «سان جونيبيرو» ثلاث نجوم. وصفها النقاد بأنها واحدة من «أفضل الساعات». وواحدة من «أجمل الحلقات السينمائية» في عام 2016، بينما قال بول تاسي من فوربس إن امباثا-راو وديفيس قدمتا أفضل أداء من الموسم الثالثة من المرآة السوداء.
تم الإشادة بأداء امباثا-راو وديفيس عالميًا. أشاد سيمز بكيمياء الزوجتين وقال إن الزوجتين يتواصلان بإيجاز «طوال العمر من القلق والرغبات». علق مولاني بأن التمثيل القوي يبقي المشاهدين مهتمًا قبل تطور الحبكة. أثنت كايتلن ويلش في «جانكي» على العروض «المبسطة والمثالية في الملعب» لجعل علاقة الشخصيات تبدو حقيقية. تمت الإشادة بامباثا-راو وديفيس لمدى عاطفتيهما، لتقديمهما «أداءً شرسًا وضعيفًا»، ولترسيخ ورفع أداء الحلقة.
كما تلقت امباثا-راو وديفيس الثناء في المراجعات السلبية. انتقدت روبي كولين من ديلي تلغراف حوار الشخصيات لكنها أشادت بأن النهاية عاطفية بسبب «حيوية وقناعة» امباثا-راو. استعرض أوبري بيج من «كولايدر» أن الحلقة غير أصلية، ولكن يتم تعويض ذلك من خلال التمثيل والعاطفة المثالية للتمثيل. ومع ذلك، انتقد أندرو والنشتاين من مجلة فارايتي امباثا-راو وديفيس لعدم قدرتهما على «تجميع اللكمة العاطفية» اللازمة لكي تبرز الحلقة.
أشاد النقاد بتطور حبكة الحلقة، الذي كشف أن سان جونيبيرو هو واقع محاكى. وصف بات ستايسي من ذا آيرش إندبندنت هذا التطور بأنه «عبقري»، بينما وصفته لويزا ميلور من دن أوف غيك بأنه «آسر». أشار آدم شيتوود من «كولايدر» إلى أن الحلقة تحتوي على ما هو أكثر من تطورها وأثنى على هاريس لكيفية تطور القصة. وبالمثل، قال آلكس مولاني من ديجيتال سباي إن التطورات في القصة «منعشة» حيث لا يتم تقديمها على أنها تقلبات. أحب هاندلين كيف تجد الحلقة توازنًا بين الكشف عن المعلومات وجعل المشاهدين يهتمون بالشخصيات.
لاقى الأسلوب البصري للحلقة وموسيقاها، التي استحضرت الثمانينيات، استقبالًا جيدًا. أشادت «إنديواير» بتصميم الإنتاج والموسيقى التصويرية. وصف مولاني أغاني مانسيل بأنها «رقة بشكل رائع». قال مراجعو «ذي راب» أن الحلقة كانت «مذهلة بصريًا» وأن الحنين إلى الثمانينيات كان «مبهجًا».
أعجب العديد من النقاد بالعاطفة التي تثيرها الحلقة، وكيف غامروا بدخول نوع جديد في المسلسل. رأى كل من كوري أتاد من إسكواير وتيم غودمان من ذا هوليوود ريبورتر أن القصة ستترك المشاهدين يبكون، وبكى آدم ديفيد من سي إن إن الفلبين أثناء مشاهدتها. وجد ستايسي الحلقة «مؤثرة للغاية». وصفها سكوت ميسلو من مجلة جي كيو ب«المذهلة والمثيرة للدموع». فوجئ لي بآلام الحلقة، بينما كتب ميلور أنها «مؤثرة حقًا». قال مولاني إن الحلقة أظهرت أن المسلسل يمكن أن يروي القصص بدون نغمة قاتمة، ووافق جاكوب هول من «/فيلم». وصف والينشتاين الحلقة بأنها «جريئة مرضية»، على الرغم من أنه صنفها بشكل سيئ مقارنة بالحلقات الأخرى.
تلقت الحلقة أيضًا انتقادات سلبية. أشار كولين إلى أن الغرور المركزي للحلقة قد استخدم على نطاق واسع في نوع الخيال العلمي. انتقد ستولوورثي الموسم الثالث ووصفه بأنه «مثقل» وعلق على أن حلقة «سان جونيبيرو»، بدلاً من حلقة «مكروه في الأمة»، كان يجب أن تكون مدتها 90 دقيقة.

### ترتيب حلقات المرآة السوداء
ظهرت حلقة «سان جينيبيرو» في تصنيفات العديد من النقاد من 23 حلقة في مسلسل المرآة السوداء، من الأفضل إلى الأسوأ.
| - الأولى - إد باور، ديلي تلغراف - الثانية - مات دونيلي وتيم مولوي، «ذا راب» - الثانية - جيمس هيبرد، إنترتينمنت ويكلي - الثالثة (من بين السبعة الأوائل) - آل هورنر، مجلة جي كيو - الثالثة - كوري أتاد، إسكواير | - الثالثة - ترافيس كلارك، بيزنس إنسايدر - الرابعة (من بين العشرة الأوائل) - جينا كاربوني، سينمابلاند - الرابعة - مورغان جيفري، ديجيتال سباي - الرابعة - أوبري بيج، كولايدر - السادسة - تشارلز براميسكو، فالتشر |

بعد الموسم الخامس، صنف برايان تاليريكو من فالتشر أداء امباثا-راو بأنه رابع أفضل أداء من مسلسل المرآة السوداء. بالإضافة إلى ذلك، صنّف «بروما خوسلا» من ماشابل ال 22 حلقة من المرآة السوداء باستثناء فيلم المرآة السوداء: باندرسناتش حسب النغمة، وخلص إلى أن «سان جونيبيرو» هي ثاني أقل حلقة تشاؤمًا من المسلسل بعد «اشنق منسق الموسيقى».
تظهر الحلقة أيضًا في تصنيفات النقاد ل19 حلقة من الموسم الأول إلى الموسم الرابع:
- الثانية - إريك أنتوني جلوفر، إنترتايمنت تونايت[77]
- الرابعة - ستيف غرين ، هانا نغوين وليز شانون ميلر، إنديواير[78]

رتب نقاد آخرون ال13 حلقة في المواسم الثلاثة الأولى للأولى لمسلسل المرآة السوداء.
- الأولى - جايكوب هول، /فيلم[68]
- الثانية - آدم ديفيد ، سي إن إن الفلبين.[30]
- الثالثة - مات إلفرينج ، غيم سبوت[39]
- الثالثة (من العشرة الأوائل) - بريندان دويل، Comingsoon.net" "[79]
- التاسعة - أندرو والنستين ، فارايتي[63]

وصفت «سان جونيبيرو» على نطاق واسع بأنها أفضل حلقة من السلسلة الثالثة من المرآة السوداء. وقد ظهرت أيضًا في رتب مختلفة في قوائم النقاد لحلقات الموسم الثالث حسب الجودة.
- الأولى - بول تاسي، فوربس[57]
- الأولى - ليام هوف، «فليكيرينغ ميث»[81]
- الخامسة - جاكوب ستولورثي وكريستوفر هوتون، ذي إندبندنت[41]

### قوائم نهاية العام
ظهرت «سان جونيبيرو» في قوائم متعددة للنقاد لأفضل حلقات التليفزيون لعام 2016.
| - الأولى من 15 - دين أوف غيك، 25 مراجعًا - الثانية من 9 - الغارديان، 7 مراجعين - الثانية من 20 - فارايتي، سونيا ساريا - الثالثة من 33 - فوكس، كارولين فرامكي وإميلي فانديرويرف - الخامسة من 10 - إنترتينمنت ويكلي | - السابعة من 25 - إنديواير، بن ترافرز ، هانه نجوين، ليز شانون ميلر - التاسعة من 10 - تايم، دانيال داداريو - التاسعة من 25 - بيست - الثامنة عشر من 20 - إسكواير، إيما دبدين |

أدرج نقاد آخرون أفضل حلقاتهم التلفزيونية المفضلة في عام 2016، دون إعطاء ترتيب. تظهر عبارة «سان جونيبيرز» في هذه القوائم:
| - أفضل 10 - واشنطن بوست، بيثاني بتلر. - أفضل 10 - نيويورك تايمز، 4 مراجعين - أفضل 10 - سينما بلاند، لورا هيرلي | - أفضل 12 - جي طيو، سكوت ميسلو - أفضل 15 - هوليوود ريبورتر، تيم جودمان ودانييل فينبرج |

### الجوائز
في عام 2017، فازت حلقة «سان جينيبيرو» بجائزتي إيمي، بالإضافة إلى جائزتي «الأكاديمية البريطانية للتلفزيون الحرفية». وقد فازت أيضًا أو تم ترشيحها للعديد من الجوائز الأخرى:
| السنة | الجائزة                                     | الفئة                                                           | المستلمون                                                                               | النتيجة | المصدر |
| ----- | ------------------------------------------- | --------------------------------------------------------------- | --------------------------------------------------------------------------------------- | ------- | ------ |
| 2017  | جوائز نقابة مديري الفنون                    | التميز في تصميم الإنتاج لفيلم تلفزيوني أو مسلسل محدود           | جويل كولينز وجيمس فوستر ونيكولاس بالمر (الترشيح أيضًا عن "المرآة السوداء" و "بلايتاست".) | رُشِّح     | [ 84 ] |
| 2017  | الأكاديمية البريطانية للتلفزيون الحرفية     | أفضل تصميم للمكياج والشعر                                       | تانيا لودج                                                                              | فوز     | [ 85 ] |
| 2017  | الأكاديمية البريطانية للتلفزيون الحرفية     | أفضل تصميم أزياء                                                | سوزي كولتهارد                                                                           | فوز     | [ 85 ] |
| 2017  | جوائز جمعية السينما الصوتية                 | إنجاز بارز في خلط الصوت لأفلام التليفزيون والمسلسلات القصيرة    | أدريان بيل ومارتن جنسن وفيليب كليمنتس وروري دي كارتريت                                  | رُشِّح     | [ 86 ] |
| 2017  | التنوع في جوائز الإعلام                     | أفضل لحظة تلفزيونية للعام                                       | "سان جونيبيرو"                                                                          | رُشِّح     | [ 87 ] |
| 2017  | جوائز GLAAD الإعلامية                       | حلقة فردية رائعة (في سلسلة بدون شخصية من مجتمع المثليين متكررة) | "سان جونيبيرو"                                                                          | فوز     | [ 88 ] |
| 2017  | جوائز ديربي الذهبية                         | أفضل فيلم تلفزيوني                                              | "سان جونيبيرو"                                                                          | فوز     | [ 89 ] |
| 2017  | جوائز ديربي الذهبية                         | أفضل ممثلة مساعدة في مسلسل قصير/فيلم تلفزيوني                   | غوغو امباثا-راو                                                                         | رُشِّح     | [ 89 ] |
| 2017  | جوائز آي جي إن                              | أفضل حلقة تلفزيونية                                             | "سان جونيبيرو"                                                                          | فوز     | [ 90 ] |
| 2017  | جائزة هوغو                                  | جائزة هوغو لأفضل عمل درامي، قصير                                | تشارلي بروكر وأوين هاريس                                                                | رُشِّح     | [ 91 ] |
| 2017  | جوائز جمعية السينما والتلفزيون على الإنترنت | أفضل فيلم                                                       | "سان جونيبيرو"                                                                          | فوز     | [ 92 ] |
| 2017  | جوائز جمعية السينما والتلفزيون على الإنترنت | أفضل تصميم إنتاج في غير-المسلسل                                 | "سان جونيبيرو"                                                                          | رُشِّح     | [ 92 ] |
| 2017  | جوائز جمعية السينما والتلفزيون على الإنترنت | أفضل تصميم أزياء في غير-المسلسل                                 | "سان جونيبيرو"                                                                          | رُشِّح     | [ 92 ] |
| 2017  | جوائز الإيمي برايم تايم                     | فيلم تلفزيوني رائع                                              | تشارلي بروكر وأنابيل جونز ولوري بورغ                                                    | فوز     | [ 93 ] |
| 2017  | جوائز الإيمي برايم تايم                     | أفضل كتابة لسلسلة محدودة أو فيلم تلفزيوني                       | شارلي بروكر                                                                             | فوز     | [ 93 ] |
| 2018  | جوائز البث                                  | أفضل دراما منفصلة                                               | "سان جونيبيرو"                                                                          | فوز     | [ 94 ] |

## المستقبل
في أغسطس 2017، قال بروكر إنه لا توجد خطط لحلقة تكميلية لـ «سان جينيبيرو». قال لصحيفة لوس أنجلوس تايمز «نريد أن نبقي [كيلي ويوركي] سعداء هناك». في مقابلة مع إن أم إي، ذكر بروكر أن بعض الأفكار للحلقة أزيلت فيما بعد، مثل مشهد في روضة أطفال في سان جونيبيرو «شعرت وكأنه عالم كامل في حد ذاته». وأثار فكرة إنجاز تكملة في «شكل مختلف تمامًا»، مثل رواية مصورة أو «تجربة». تمت الإشارة إلى «سان جونيبيرو» من خلال إيستر إيغ في الحلقات اللاحقة: على سبيل المثال، تظهر في حلقة «المتحف الأسود» فساتين كيلي ويوركي معروضة في المتحف، ويوجد مستشفى يُدعى سانت جونيبر.